# Daniel Pitek
Daniel Pitek (* 15. listopadu 1966) je český soukromý zemědělec, sedlák, lesník a aktivní účastník veřejného dění. Předseda hodnotící komise programu Pestrá krajina Asociace soukromého zemědělství a pracovní skupiny Voda/sucho Poslanecké sněmovny Parlamentu ČR. Od ledna do listopadu 2016 byl členem předsednictva Strany zelených.

## Život
Živí se jako soukromý zemědělec a lesník, věnuje se především sadařství, chovu ovcí, skotu a koní. Dlouhé roky byl členem Asociace strážců ochrany přírody České republiky s místním působištěm v CHKO České středohoří a Asociace chovatelů jelenovitých České republiky. Působí jako lesní stráž pro několik lesních revírů v Českém středohoří. Stál u zrodu Milešovského spolku přátel přírody, kterému předsedá. Je členem Republikové rady Asociace soukromého zemědělství České republiky, Rady Agentury ochrany přírody a krajiny ČR, Rady Fakulty životního prostředí České zemědělské univerzity v Praze-Suchdole a Čestné rady Českého svazu ochránců přírody. Členem Agrolesnického spolku, Svazu chovatelů ovcí a koz a Pro-bio svazu.
Aktivně se zasazoval mimo jiné o opravu drobných barokních sakrálních památek v okolí Milešova či o obnovu historické trati přes České středohoří, vystupoval proti prolomení limitů hnědého uhlí v severních Čechách, výstavbě logistického centra kamionů na hřebeni Krušných hor a stavbě hal na zemědělské půdě u Modlan a Rtyně na Teplicku a Nového Strašecí na Rakovnicku.
Proslul zejména díky svým vodohospodářským zásahům v krajině, kolem Milešovky vytvořil desítky tůní a rybníků. Na svém hospodářství v Milešově pravidelně organizuje akce pro veřejnost, například Milešovské vítání jara či zimní věšení ptačích budek.
V červnu 2016 získal Cenu Josefa Vavrouška za rok 2015 v kategorii výjimečný počin ve prospěch udržitelného způsobu života a životního prostředí. Získal cenu děkana Fakulty životního prostředí České zemědělské univerzity v Suchdole.
Je častým hostem dokumentárních a publicistických pořadů na téma šetrného hospodaření, sucha, zadržování vody v krajině, ochrany životního prostředí, klimatické změny a možností adaptace české krajiny. Často vystupuje na veřejných akcích k tématu životního prostředí a demokratických svobod.
Daniel Pitek žije ve vsi Černčice na Teplicku.

## Politické působení
V letech 2012 až 2017 byl členem Strany zelených. Na sjezdu SZ v lednu 2016 v Praze byl zvolen členem předsednictva strany. Na tuto funkci však v listopadu 2016 rezignoval vzhledem ke špatnému volebnímu výsledku v krajských volbách. Ze SZ vystoupil na konci května 2017 v reakci na údajnou radikalizaci strany a neřešení kauz spojených s poradcem tehdejšího předsedy SZ Matěje Stropnického Martinem Čáslavkou.
V komunálních volbách v roce 2014 kandidoval jako člen SZ za subjekt PRO! Velemín sdružení SZ a nezávislých kandidátů do Zastupitelstva obce Velemín na Litoměřicku, ale neuspěl. V krajských volbách v roce 2016 byl lídrem společné kandidátky SZ a Pirátů v Ústeckém kraji, ale neuspěl a do zastupitelstva se nedostal. Ve volbách do Poslanecké sněmovny PČR v roce 2013 kandidoval za SZ v Ústeckém kraji, ale neuspěl.
Ve volbách do Senátu PČR v roce 2020 kandidoval jako nestraník za hnutí SEN 21 s podporou Pirátů, Zelených a LES v obvodu č. 6 – Louny. Se ziskem 8,77 % hlasů skončil na 5. místě a do druhého kola nepostoupil.